# Aerolíneas Argentinas
Aerolíneas Argentinas («Аэроли́неас архенти́нас» рус. Аргентинские авиалинии) — крупнейшая в Аргентине и одна из ведущих южноамериканских компаний-перевозчиков. Штаб-квартира авиакомпании находится в Буэнос-Айресе. У компании имеются дочерние подразделения: Aerohandling, Aerolíneas Argentinas Cargo, Austral Líneas Aéreas, JetPaq S.A., Optar S.A.. В 2001 году авиакомпания была выкуплена испанской Grupo Marsans. В 2008 была национализирована правительством Кристины Киршнер. По словам Киршнер: «правительство продолжает возвращать в руки государства стратегические объекты и предприятия, которые были утрачены в 90-е годы XX века на волне приватизации при Карлосе Менеме, главе государства в 1989—1999 годы».
По данным на 2012 год, 99,4 % акций компании принадлежит государству. С августа 2012 является членом SkyTeam.

## Флот
В апреле 2022 года флот Aerolineas Argentinas состоял из 76 самолетов, средний возраст которых 9,6 лет: